# Константин Стаматі
Константин Стаматі (рум. Constantin Stamati, *1786, Ясси — †12 вересня 1869, Окниця) — молдовський письменник-просвітитель.

## Біографія
Стаматі народився 12 вересня 1786 в Яссах, столиці Молдовського князівства. Писав для журналів «Албина Роминяске» («Albina Românească») і «Дачія літераре» («Dacia Literară»). Після приєднання Бессарабії до Росії в 1812 оселився в Кишиневі. Став офіційним перекладачем при першій російської адміністрації краю. Був нагороджений орденом Святої Анни. Зустрічався в Кишиневі з О. С. Пушкіним. У 1866 став одним із засновників Румунської Академії, представляючи в ній Бессарабію.
В кінці життя жив у власному маєтку в Окниці, де і помер 12 вересня 1869.
Син Стаматі — письменник Константин Стаматі-Чуря.

## Творчість
Найбільш значні твори: збірка «Румунська муза» (1868), поема «Казка казок» (1843), комедія «Матінка, синок і вчитель». Багато робіт пройняті романтичними ідеями. Перекладав твори російських письменників.

## Спадщина
У Окниці в 1988 був відкритий меморіальний комплекс, присвячений Стаматі. Він включає в себе будинок-музей, погруддя письменника і вікову липу. У Будинку-музеї можна побачити вітальню сім'ї, робочий кабінет Стаматі і кімнату, в якій увічнено пам'ять про нащадків Стаматі. У музеї представлено 350 предметів: меблі, книги, фотографії, газети і журнали, документи. У 1992 комплекс набув статусу музею. У 2005 він знову відкрився після пожежі 2002.
Іменем Стаматі названі вулиці в багатьох містах. У Кишиневі ім'я Стаматі носить колишня вулиця Кателінска. У 1957 в Алеї Класиків було встановлено погруддя письменника.

## Нагороди
- Кавалер Ордена Святої Анни